# Spoorlijn Ottweiler - Schwarzerden
De spoorlijn Ottweiler - Schwarzerden is een Duitse spoorlijn in Saarland en is als spoorlijn 3204 onder beheer van DB Netze.

## Geschiedenis
Het traject werd door de Deutsche Reichsbahn in twee gedeeltes geopend.
- Ottweiler - Niederkirchen: 26 september 1937
- Niederkirchen - Schwarzerden: 15 mei 1938

In 1980 werd het personenvervoer op de lijn gestaakt, waarna er nog goederenvervoer plaatsvond tot 1995. Sinds 2000 is het traject in gebruik als museumlijn.  

## Treindiensten
De lijn is alleen in gebruik voor museumverkeer.

## Aansluitingen
In de volgende plaatsen is of was er een aansluiting op de volgende spoorlijnen:
Ottweiler
DB 3511, spoorlijn tussen Bingen en Saarbrücken
Schwarzerden
DB 3201, spoorlijn tussen Türkismühle en Kusel

## Galerij

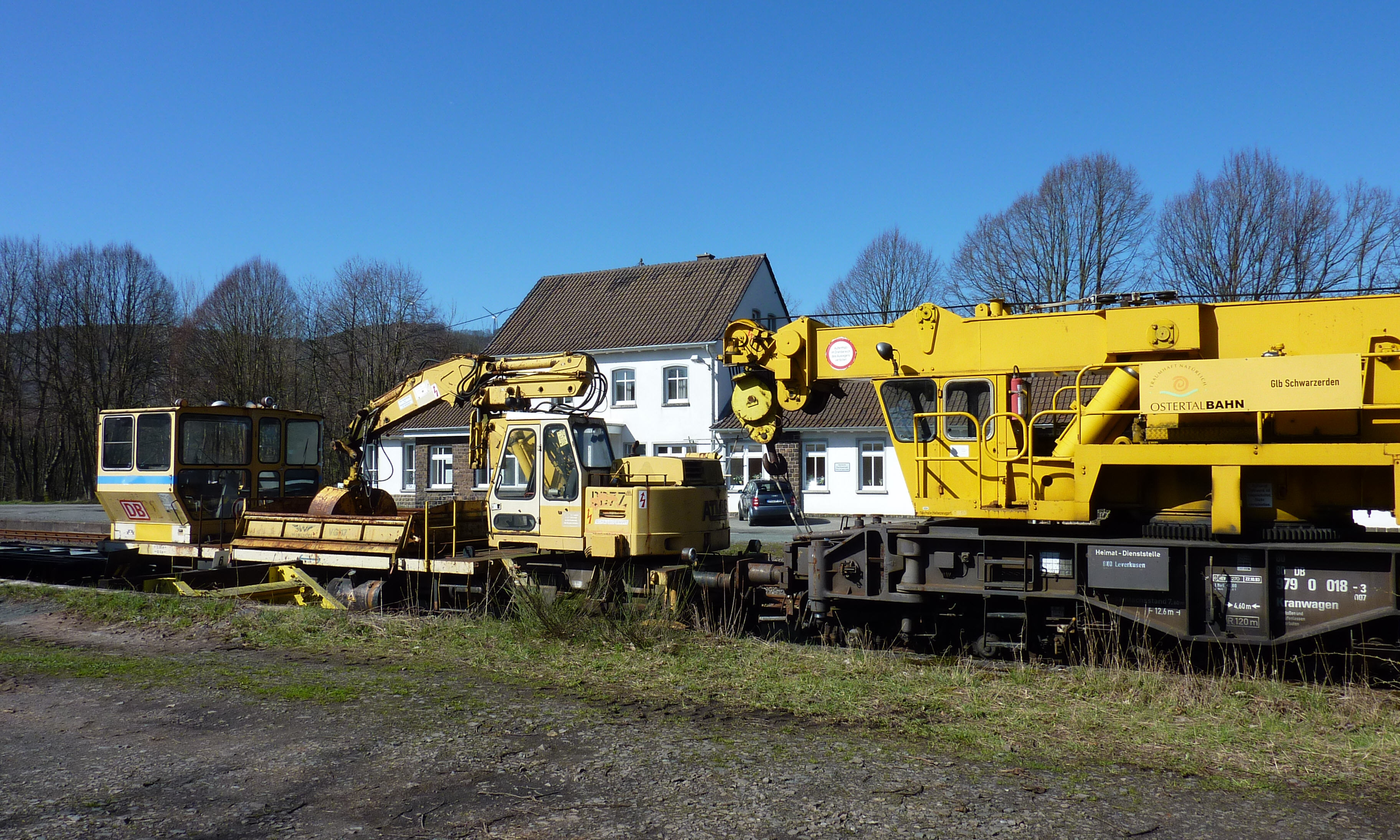
Station Schwarzerden
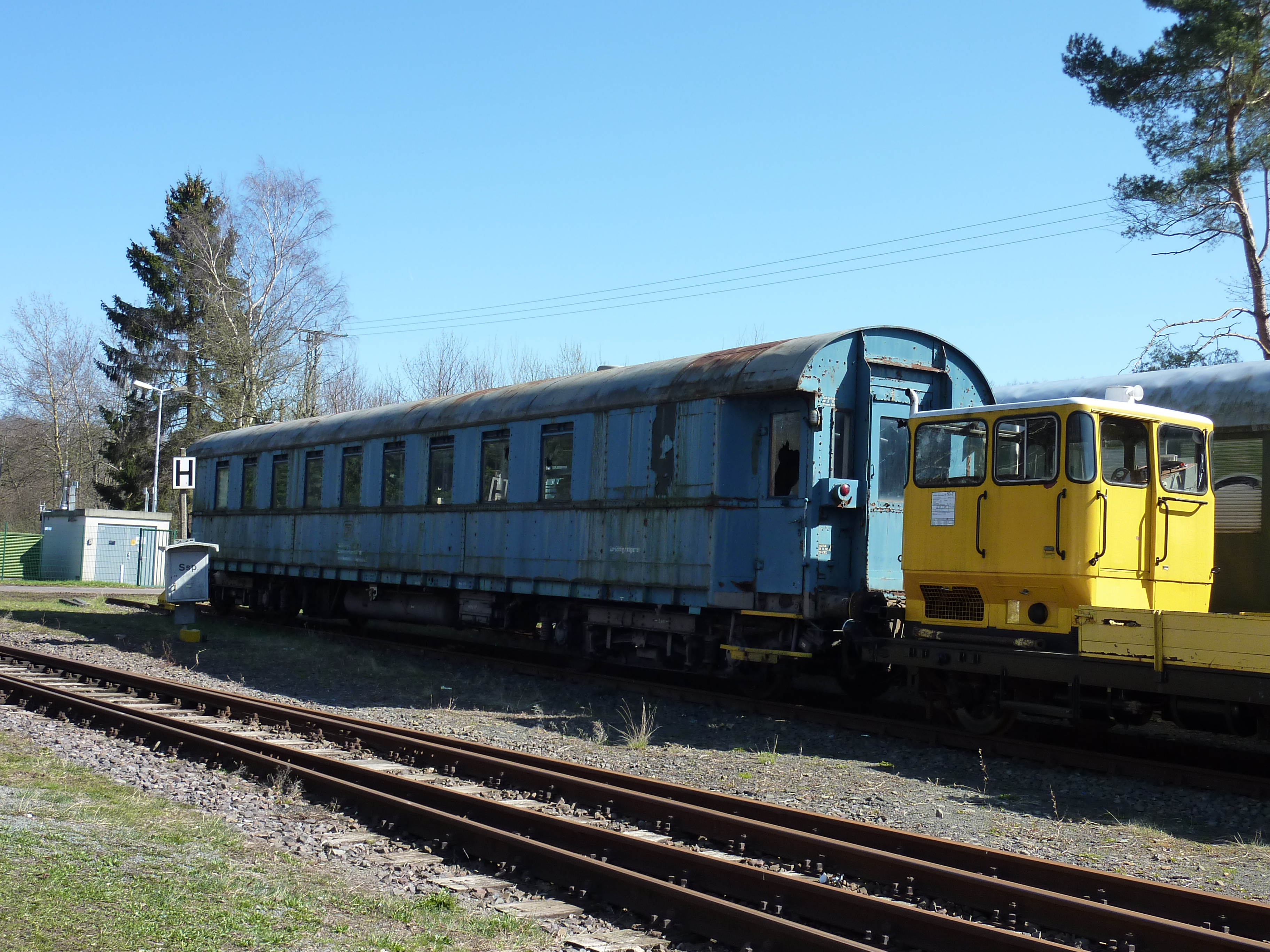
Station Schwarzerden met museumrijtuig